# North American Nanohertz Observatory for Gravitational Waves
Le North American Nanohertz Observatory for Gravitational Waves (NANOGrav) est un consortium d'astronomes qui partagent l'objectif de détecter des ondes gravitationnelles à l'aide d'observations régulières des fluctuations de rotation d'un ensemble de pulsars millisecondes.
Ces observations ont été ou sont effectuées avec le télescope de Green Bank, l'observatoire d'Arecibo, le Very Large Array et CHIME. Les futurs plans d'observation incluent jusqu'à 25 % du temps total du Deep Synoptic Array 2000 (DSA2000). 
Ce projet est réalisé en collaboration avec des partenaires internationaux du Parkes Pulsar Timing Array en Australie, du Pulsar Timing Array européen (en) et du Pulsar Timing Array indien (d) dans le cadre de l'International Pulsar Timing Array (en).

## Stratégie

Tracé de corrélation entre les pulsars observés par NANOGrav par rapport à la séparation angulaire entre les pulsars (en bleu) comparé à un modèle théorique (en violet). La courbe en vert représente l'absence d'ondes gravitationnelles,.

Les ondes gravitationnelles sont une prédiction importante de la théorie de la relativité générale d'Albert Einstein. Elles résultent du mouvement global de la matière, des fluctuations au cours des premiers temps de l'univers et de la dynamique de l'espace-temps lui-même. Quant à eux, les pulsars sont des étoiles à neutrons hautement magnétisées à rotation rapide, formées lors de l'explosion de supernova d'étoiles massives. La rotation des pulsars est très stable, si stable qu'elle pourrait permettre, notamment, de mesurer le temps à long terme de manière plus fiable que les horloges atomiques.
L'idée d'utiliser des pulsars comme détecteurs d'ondes gravitationnelles a été initialement proposée indépendamment par Sazhin et Detweiler à la fin des années 1970. L'idée est de traiter le barycentre du système solaire et un pulsar lointain comme étant les extrémités opposées d'un bras imaginaire dans l'espace. Le pulsar agit comme une horloge de référence à une extrémité du bras, envoyant des signaux réguliers qui sont surveillés par un observateur sur Terre. Selon cette optique, le passage d'une onde gravitationnelle entre les deux perturberait la métrique spatio-temporelle locale, ce qui provoquerait une modification de la fréquence de rotation observée du pulsar.
Hellings et Downs ont poussé plus loin l'idée en 1983 en proposant l'utilisation d'un réseau de pulsars. Ils ont postulé qu'un fond stochastique d'ondes gravitationnelles produirait un signal corrélé pour différentes séparations angulaires dans le ciel. Cette prédiction est maintenant connue sous le nom de courbe de Hellings-Downs. À l'époque, la validation expérimentale de cette proposition est limitée par la précision et la stabilité des horloges pulsar du réseau.
Après la découverte du premier pulsar milliseconde en 1982, plusieurs astronomes, dont Foster et Backer, travaillent à l'amélioration de l'observation de la sensibilité de ceux-ci aux ondes gravitationnelles en appliquant l'analyse Hellings-Downs à un ensemble de pulsars millisecondes hautement stables.
L'avènement de systèmes d'acquisition de données numériques de pointe, de nouveaux radiotélescopes et systèmes de réception ainsi que la découverte de nombreux nouveaux pulsars ont fait progresser la sensibilité du réseau de synchronisation des pulsars (Pulsar Timing Array) aux ondes gravitationnelles. En 2010, Hobbs et al. résument la progression de l'effort international. En 2013, Demorest et al. analysent cinq années de données et établissent la première limite sur le fond d'ondes gravitationnelles stochastiques de NANOGrav. Les données sont actualisées dans deux publications subséquentes en 2015 et 2018, précisant la limite du fond d'ondes gravitationnelles et affinant les techniques de détermination du barycentre du système solaire.
En 2020, le consortium publie ce qu'il présente comme étant la première observation d'ondes gravitationnelles par cette technique, utilisant des données qui s'étendent sur 12,5 ans. Cependant, il demeure un doute sur l'origine réelle des fluctuations et des observations subséquentes sont nécessaires pour confirmer la déclaration des chercheurs,.
La même année, l'Académie des sciences des États-Unis, via son Astronomy and Astrophysics Decadal Survey (en), sélectionne NANOGrav comme l'un des huit projets astrophysique de moyenne envergure à haute priorité pour la prochaine décennie.
En juin 2023, NANOGrav publie de nouvelles analyses en étendant les données sur 15 ans d'observations. Le projet fournit notamment une mesure suivant relativement bien la courbe de Hellings-Downs,,.

## Sources de financement
Le consortium est d'abord financé par la Fondation nationale pour la science américaine de 2010 à 2015. Par la suite, le projet est financé de 2015 à 2021 par le Physics Frontiers Center (PFC), qui renouvelle le financement en 2021. NANOGrav a également été soutenu par la Fondation Gordon et Betty Moore, le Conseil de recherches en sciences naturelles et en génie du Canada et l'Institut canadien de recherches avancées.